# Кальбсрит
Кальбсрит (нем. Kalbsrieth) — община в Германии, в земле Тюрингия. 
Входит в состав района Кифхойзер. Подчиняется управлению Миттельцентрум Артерн.  Население составляет 749 человек (на 31 декабря 2010 года). Занимает площадь 11,94 км².